# Guliston
Guliston (Gulistan, do 1961 Mirzaczul) – miasto w Uzbekistanie, w wilajecie syrdaryjskim.
Liczba mieszkańców w 2010 roku wynosiła 77,3 tys.
Prawa miejskie od 1922 r.